# Malafede (zona di Roma)
Malafede è la zona urbanistica 13A (zona "O" 45) del Municipio Roma X di Roma Capitale.
Si estende tra via Cristoforo Colombo e via Ostiense, sulla zona Z. XXXIII Acilia Sud.

## Geografia fisica

### Territorio
Si trova nel settore sud-ovest del comune di Roma, nell'area nord-ovest della riserva naturale di Decima-Malafede.
La zona urbanistica confina:
- a nord con la zona urbanistica 15G Ponte Galeria
- a est con la zona urbanistica 12F Mezzocammino
- a sud-est con la zona urbanistica 13X Castel Porziano
- a sud-ovest con la zona urbanistica 13D Palocco
- a ovest con le zone urbanistiche 13C Acilia Sud e 13B Acilia Nord

## Storia
Con il nome di "Malafede" che fino al secolo XVI corrispondeva a parte del territorio di Trefusa posseduta da Bertoldo Orsini e ceduta insieme ad altri ai Lante nel 1542, veniva indicato ancora fino al XVII secolo un edificio addossato ad una torre, tra il Tevere e la via Ostiense, di cui adesso non vi è più traccia.
Dagli inizi del XIX secolo il nome venne trasferito ad un casale poco distante, tuttora presente, chiamato "Osteria di Malafede", luogo di ritrovo e di ristoro dei cacciatori del tempo, oggi sede di un ristorante e di un'esposizione di mobili. Il proprietario tentò invano di rinominare il casale in "Osteria di Buonafede" ma dovette rinunciare a causa delle proteste dei cacciatori.
La zona, densamente popolata durante l'Impero romano perché a metà strada tra Roma ed Ostia, divenne totalmente disabitata durante lo Stato Pontificio.
Il poeta romanesco Augusto Sindici ha dedicato a Malafede l'VIII sonetto dell'opera XIV leggende della campagna romana.

## Monumenti e luoghi d'interesse

### Architetture religiose
- Chiesa di San Pio da Pietrelcina, su via Paolo Stoppa, 10. Chiesa del XXI secolo (2007-10).

### Siti archeologici
- Vasca monumentale di epoca romana del IV secolo[4]
- Villa di Fralana[5]
- Capisaldi difensivi della seconda guerra mondiale[6]

### Aree naturali
- Riserva naturale di Decima-Malafede[7]

## Geografia antropica
Nel territorio della zona urbanistica Malafede sono comprese le frazioni di Casal Bernocchi e Centro Giano.

### Odonimia
Le strade della centralità di Malafede, chiamata Giardino di Roma, sono intestate ad attori e personaggi dello spettacolo.

## Collegamenti
|  | È raggiungibile dalla stazione Casal Bernocchi - Centro Giano. |